# Брубру
Брубру (Nilaus afer), наричани също сврачки брубру, са вид дребни птици от семейство Malaconotidae, единствен представител на род Nilaus.
Разпространени са главно в сухите редки гори в по-голямата част на Субсахарска Африка. Достигат на дължина 12 – 15 сантиметра, коремът им е бял, а гърбът и крилата – пъстри. Хранят се с насекоми, които улавят във високите дървесни корони.